# GNU Chess
GNU Chess – program komputerowy służący do gry w szachy, przeznaczony dla systemu operacyjnego GNU/Linux. Jest to jedna z najstarszych tego typu aplikacji dla systemów uniksopodobnych.